# Tettre készek koalíciója
A tettre készek koalíciója (más fordításban: elszántak, készségesek, készek, esetleg hajlandóak koalíciója; eredeti angol nevén: coalition of the willing) 2025 márciusában alakult nemzetközi koalíció, amely olyan nyugati országokat gyűjt egybe (nagyobbrészt az Európai Unió tagjait), amelyek saját bevallásuk szerint képesek és készen is állnak támogatni, segíteni Ukrajnát az agresszor Oroszország elleni védekező háborújában.
A koalíció 2025. március 2-án, vasárnap alakult Londonban, Keir Starmer brit miniszterelnök védnöksége alatt, ahol tizenhat ország, valamint a NATO és az Európai Tanács vezetése tartott csúcstalálkozót. A szövetség egyben válaszlépés is a két nappal korábbi, nemzetközi botrányt kavart Fehér Házi találkozóra, ahol Volodimir Zelenszkij ukrán elnök méltatlan fogadtatásban részesült Donald Trump elnök és JD Vance alelnök által (akik korábban Ukrajna jelenléte nélkül kezdtek el tárgyalni a háború és az ország jövőjéről Oroszországgal).
A tettre készek koalíciója az amerikai–orosz „béketervezet” mellett egy brit–francia–ukrán szövetség alapjain kínálna valós alternatívát arra, hogy minél hamarabb véget érjen a háború Ukrajnában, és az ukrán fél lehetőség szerint jobban jöjjön ki ebből, mint ha az amerikai béketervet fogadná el.
A tettre készek koalíciójának alapításában az alábbi országok vezetői vettek részt: Egyesült Királyság, Franciaország, Németország, Kanada, Hollandia, Olaszország, Norvégia, Lengyelország, Svédország, Dánia, Csehország, Finnország, Románia, Spanyolország, illetve Törökország kormányának képviselője, valamint a NATO főtitkára, illetve az Európai Tanács vezetője és az Európai Bizottság elnöke is.

## Négypontos terv
1. Ukrajna katonai támogatásának folytatása, illetve a gazdasági nyomás emelése Oroszország ellen szankciókon és más lépéseken keresztül.
2. Kötelezettség amellett, hogy bármely béketervnek fontos része lesz Ukrajna szuverenitásának és biztonságának biztosítása, illetve Ukrajna részvétele minden béketárgyalásban.
3. Ukrajna katonai védelmének továbbfejlesztése a béketerv aláírása után, hogy jövőbeli támadásokat ellehetetlenítsenek.
4. Egy tettre készek koalíciója létrehozása, amely nemzetek készen állnak bármely béketerv pontjainak megvédésére és végrehajtására, Ukrajna védelme céljából.

## Országok és szervezetek listája
- Csehország
- Dánia
- Egyesült Királyság
- Európai Unió
- Finnország
- Franciaország
- Hollandia
- Kanada
- Lengyelország
- NATO
- Norvégia
- Németország
- Olaszország
- Románia
- Spanyolország
- Svédország
- Törökország